# Austin Young
Austin 'Boots' Young (1890 – onbekend) was een Amerikaanse jazzcontrabassist en -trombonist.

## Biografie
Austin Young was een neef van de tenorsaxofonist Lester Young. Zijn vader William was kuiper en boer en was de oudste broer van Lesters vader Willis Young. Hij leerde eerst gitaar en mandoline spelen, voordat hij rond 1909 wisselde naar de contrabas. Zijn eerste professionele baan als muzikant had hij in het Imperial Orchestra in Napoleonville, dat werd geleid door John Nelson. Daarna speelde hij bij Earl Foster en Sidney Desvigne in New Orleans. Tijdens de Eerste Wereldoorlog diende hij als baritonhoornist in een bataljonband.
Na zijn ontslag uit het leger ging hij vervolgens in Louisiana en Texas op tournees, voordat hij rond 1920 met zijn jongere broer William 'Sport' Young, een saxofonist in de band van zijn oom Willis speelde. Na zijn terugkeer naar New Orleans en verdere tournees werkte hij in 1929 in de regio Milwaukee in de Oscar Pettiford-familieband. In 1931 keerde hij definitief terug naar New Orleans. Tijdens de jaren 1940 ontstonden opnamen met Bunk Johnson (1942), Wooden Joe Nicholas (1945), Raymond Burke (1949), Ann Cook (1949) en Louis Nelson Delisle (1949).
Hij dient niet te worden verwisseld met de zanger Austin ‘Skin’ Young, die werkte bij Paul Whiteman.